# Сапожников, Павел Флегонтович
Павел Флегонтович Сапожников (1897—1937) — ректор Воронежского государственного университета в 1929—1931.Директор Воронежского сельскохозяйственного института (1931—1932). Профессор Планового института и член президиума Облплана ЦЧО в Воронеже. Участник III и IV чрезвычайного Всероссийского съезда Советов.

## Биография
После Гражданской войны окончил Институт красной профессуры. Преподавал теорию права и диалектической материализм в Московском университете. Организовывал крупные научные экспедиции ученых и студентов Воронежского государственного университета. Редактор журнала «Революция и наука». Работник аппарата ЦК ВКП(б). С 1928 заместитель заведующего отделом культуры области комитета ВКП(б) ЦЧО.
Арестован в 1933 за принадлежность к «антипартийной контрреволюционной группы правых Слепкова и других» («Бухаринская школа»), 16 апреля 1933 был осужден коллегией ОГПУ на 3 года тюремного заключения. 
До 1936 находился в заключении в Суздальском концлагере, затем в ссылке в Свердловской области. Повторно арестован 30 декабря 1936 года. Осужден по сталинским спискам Военной коллегией Верховного суда СССР с обвинением в участии в антисоветской террористической организации и 15 мая 1937 года расстрелян. Захоронен на Донском кладбище в Москве. Реабилитирован в 1961 году.